# Joe Gladwin
Joseph "Joe" Gladwin (ur. 22 stycznia 1906 w Salford, zm. 11 marca 1987 w Lancashire) – brytyjski aktor, znany przede wszystkim ze swoich występów w serialach telewizyjnych.

## Kariera
Zadebiutował na ekranie dopiero w wieku 53 lat, w serialu komediowym The Artful Dodger (1959), mimo to zdążył zagrać łącznie w 81 serialach i filmach. W większości z nich pojawiał się w drobnych rolach, miał jednak na koncie również kilka poważniejszych i bardziej długotrwałych kreacji w znanych produkcjach telewizyjnych. W latach 1963-66 był członkiem obsady opery mydlanej Coronation Street. W latach 1968–1973 wystąpił we wszystkich siedmiu seriach sitcomu Nearest and Dearest. Przez pewien czas grał również w Z-Cars, jednym z najpopularniejszych brytyjskich seriali kryminalnych lat 60. i 70. Przez dwanaście ostatnich lat życia pojawiał się regularnie w serialu Babie lato, gdzie wcielał się w postać Wally'ego Batty, niemłodego już hodowcy gołębi żyjącego w ciągłym strachu przed swoją despotyczną żoną, graną przez Kathy Staff. Zmarł na krótko po zakończeniu zdjęć do dziewiątej serii Babiego lata, miał 81 lat.